# Sjakir Muchamadullin
Sjakir Maratovitj Muchamadullin, ryska: Шакир Маратович Мухамадуллин, född 10 januari 2002 i Ufa, är en rysk professionell ishockeyback som är kontrakterad till San Jose Sharks i National Hockey League (NHL) och spelar för San Jose Barracuda i American Hockey League (AHL).
Han har tidigare spelat för Salavat Julajev Ufa i Kontinental Hockey League (KHL); Utica Comets i AHL; HK Toros Neftekamsk i Vyssjaja chokkejnaja liga (VHL) samt Tolpar Ufa i Molodjozjnaja chokkejnaja liga (MHL).
Muchamadullin draftades av New Jersey Devils i första rundan i 2020 års draft som 20:e spelare totalt.

## Statistik
| 2018–2019  | Tolpar Ufa          | MHL        | 5   | 1  | 2  | 3  | 2  | 6  | 1 | 0 | 1 | 0 |
| 2019–2020  | Salavat Julajev Ufa | KHL        | 27  | 0  | 1  | 1  | 0  | 2  | 0 | 0 | 0 | 0 |
|            | HK Toros Neftekamsk | VHL        | 1   | 0  | 0  | 0  | 0  | —  | — | — | — | — |
|            | Tolpar Ufa          | MHL        | 13  | 2  | 8  | 10 | 6  | 2  | 0 | 0 | 0 | 0 |
| 2020–2021  | Salavat Julajev Ufa | KHL        | 39  | 3  | 7  | 10 | 10 | —  | — | — | — | — |
| 2021–2022  | Salavat Julajev Ufa | KHL        | 34  | 3  | 4  | 7  | 12 | 11 | 0 | 0 | 0 | 4 |
|            | Utica Comets        | AHL        | —   | —  | —  | —  | —  | 3  | 0 | 2 | 2 | 0 |
| 2022–2023  | Salavat Julajev Ufa | KHL        | 67  | 6  | 19 | 25 | 35 | 6  | 1 | 1 | 2 | 2 |
|            | San Jose Barracuda  | AHL        | 12  | 1  | 9  | 10 | 6  | —  | — | — | — | — |
| 2023–2024  | San Jose Sharks     | NHL        | 1   | 0  | 0  | 0  | 0  | —  | — | — | — | — |
|            | San Jose Barracuda  | AHL        | 39  | 5  | 21 | 26 | 18 | —  | — | — | — | — |
| NHL totalt | NHL totalt          | NHL totalt | 1   | 0  | 0  | 0  | 0  | —  | — | — | — | — |
| KHL totalt | KHL totalt          | KHL totalt | 167 | 12 | 31 | 43 | 57 | 19 | 1 | 1 | 2 | 6 |
| AHL totalt | AHL totalt          | AHL totalt | 51  | 6  | 30 | 36 | 24 | 3  | 0 | 2 | 2 | 0 |
| MHL totalt | MHL totalt          | MHL totalt | 18  | 3  | 10 | 13 | 8  | 8  | 1 | 0 | 1 | 0 |

### Internationellt
| Källa: Uppdaterad: 2024-01-28 | Källa: Uppdaterad: 2024-01-28 | Källa: Uppdaterad: 2024-01-28 |         | Utv = Utvisningsminuter | Utv = Utvisningsminuter | Utv = Utvisningsminuter | Utv = Utvisningsminuter | Utv = Utvisningsminuter |
| År                            | Lag                           | Mästerskap                    | Matcher | Mål                     | Assists                 | Poäng                   | Utv                     |                         |
| ----------------------------- | ----------------------------- | ----------------------------- | ------- | ----------------------- | ----------------------- | ----------------------- | ----------------------- | ----------------------- |
| 2019                          | Ryssland                      | U18-VM                        | 6       | 0                       | 0                       | 0                       | 2                       |                         |
| 2019                          | Ryssland                      | Hlinka Gretzky                | 5       | 0                       | 1                       | 1                       | 4                       |                         |
| 2021                          | Ryssland                      | JVM                           | 7       | 0                       | 0                       | 0                       | 0                       |                         |
| Junior totalt                 | Junior totalt                 | Junior totalt                 | 18      | 0                       | 1                       | 1                       | 6                       |                         |